# Асламбек Вадалов
Асламбе́к Ілімсулта́нович Вада́лов , також відомий під псевдонімом Емір Асламбек (нар. 3 квітня 1971, Ішхой-Юрт, Чечено-Інгушська АРСР, СРСР) — чеченський польовий командир, бригадний генерал ЗС ЧРІ. Командувач Гудермеського сектору Східного фронту Збройних сил ЧРІ і Східного фронту Вілаяту Нохчійчо. Виконувач обов'язків еміра Кавказького емірату (1 серпня, 3—13 серпня 2010) , але це рішення було скасовано.

## Біографія

### Молоді роки
Народився 3 квітня 1971 року в селі Ішхой-Юрт Гудермеського району Чечено-Інгушської АРСР.  Вадалов також, здається, провів більшу частину своєї юності в Гудермесському регіоні, хоча деякі звіти припускають, що навчався протягом короткого періоду часу в Москві наприкінці 1980-х, можливо, в технічному інституті.[джерело?]

### Чеченська війна і повстанська армія
Після початку Першої російсько-чеченської війни в 1994 році, приєднався до чеченських бійців. Можливо, служив у підрозділі шейха Фатхі, чеченця, який жив у Йорданії та брав участь у конфліктах ісламістів в Афганістані та Таджикистані. Вважається, що якби Вадалов справді служив разом з Фатхі, це означало б дуже раннє знайомство з ісламістським тлумаченням війни в Чечні.
Хоча Вадалов не грав жодної ролі у вторгненні в Дагестан 1999 року під проводом Шаміля Басаєва та Ібн аль-Хаттаба, після повторного вторгнення РФ до ЧРІ тієї осені приєднався до арабських моджахедів Хаттаба в Чечні. Після боїв за Аргун і Гудермес загін Вадалова відійшов в гірські райони Ведено і Ножай-Юрт для нанесення партизанських ударів по російських силовиках.
У 2000 році Вадалов з невідомих причин повернувся в Ішхой-Юрт і приєднався до невеликого місцевого партизанського загону; підрозділ діяв як самостійно, так і у взаємодії з іншими повстанськими формуваннями, в тому числі брав участь у атаці на Гудермес 17 вересня 2001 року. 
У наступні кілька років рух за звільнення ЧРІ зазнав значних втрат, але Вадалов зміг відзначитися в основному завдяки своїм навикам виживання. Як такий, він був призначений заступником командувача Гудермеського сектору Збройних сил ЧРІ при емірі Асхабі. Хоча цьому підрозділу, яким він командував, не вистачало живої сили, його команда та він змогли здійснити численні невеликі, але значні атаки на російські сили безпеки, особливо навколо Ішкой-Юрта.
Після смерті еміра Асхаба на початку 2005 року, був призначений командувачем Гудермеського сектору Вілаяту Нохчійчо. Однак, хоча він був здібним командиром невеликого підрозділу, йому було важко контролювати більшу бойову силу, яка потребувала ширшої стратегічної перспективи. Зрештою його підрозділ було витіснено з Гудермеса та відкинуто назад у високогір’я Ведено та Ножай-Юрт. 
Незважаючи на ці невдачі, він все ще зберіг репутацію «відданого справі». Він воював разом із повстанцями Імарату Кавказ проти російських військ з 1994 року і, очевидно, був одним із перших, хто присягнув на вірність Доку Умарову у 2007 році. До утворення Імарату Кавказ у 2007 році воював за незалежну ЧРІ.
Його стосунки з Аміром Хаттабом мають велике значення. Раніше він був командувачем Східного фронту збройних сил Імарату Кавказ, хоча на практиці командував силами приблизно 30-50 бійців на інгушетському кордоні. 

### Ідеологія
Ахмед Закаєв сказав, що Вадалова оголосили новим еміром Імарату Кавказ через «втрату довіри серед його (Умарова) підлеглих. Методи Доку Умарова, включаючи напади на мирних жителів, не були підтримані бойовиками». Він також зазначив, що Вадалов «є прихильником інших поглядів і не схильний до ідеологів ваххабізму». Російське видання «Коммерсантъ» повідомило, що Закаєв, засуджений шаріатським судом Імарату Кавказ до смертної кари, мав намір налагодити контакти з Вадаловим. 

### Призначення еміром Імарату Кавказ
1 серпня 2010 року «державний веб-сайт» Імарату Кавказ «Kavkaz Center» повідомив, що Доку Умаров залишив посаду еміра Імарату Кавказ і призначив своїм наступником Вадалова.   На відео з оголошенням Умаров заявляє, що «джихад повинні вести більш молоді та енергійні командири». 
Однак, коли 3 серпня 2010 року сайт «Кавказ-Центру» було відновлено в режимі онлайн після «перерви в роботі»,  оригінальне оголошення було замінено новим, у якому говорилося, що Умаров лише «запропонував призначити» Вадалова своїм наступником. Через кілька днів Умаров заявив, що не має наміру залишати посаду, і назвав відео про його відставку вигадкою.  
13 серпня 2010 року «Kavkaz Center» повідомив, що Асламбек Вадалов подав у відставку з посади заступника військового еміра Імарату Кавказ.

### Розрив з Умаровим
Через кілька днів після того, як Умаров скасував свою відставку, Вадалов, як кажуть, відмовився від присяги, даної Умарову; однак було сказано, що поки він припиняє підпорядковуватися Умарову, він залишатиметься лояльним до Кавказького емірату.
У липні 2011 року шаріатський суд виніс рішення на користь Умарова про ліквідацію розколу, викликаного реорганізацією Умаровим Збройних сил ЧРІ, розформуванням так званих «східного і південно-західного фронтів» і поділом на «військові сектори». Суд запропонував повстанцям повторно присягнути на вірність Умарову. Амір Хамзат, командир бригади мучеників Ріяд-ус Саліхін або батальйону смертників організації був призначений командиром західного сектора. Хусейн Гакаєв, який був призначений очолити східний сектор, Асламбек Вадалов і Тархан Газієв, наслідували їхній приклад і знову підтвердили свою вірність Умарову. 
Як повідомлялося, у листопаді 2016 року Вадалова заарештували в Туреччині , але згодом відпустили. Подальша доля невідома. 